# Nomada krugii
Nomada krugii är en biart som beskrevs av Cresson 1878. Nomada krugii ingår i släktet gökbin, och familjen långtungebin. Inga underarter finns listade i Catalogue of Life.

## Bildgalleri

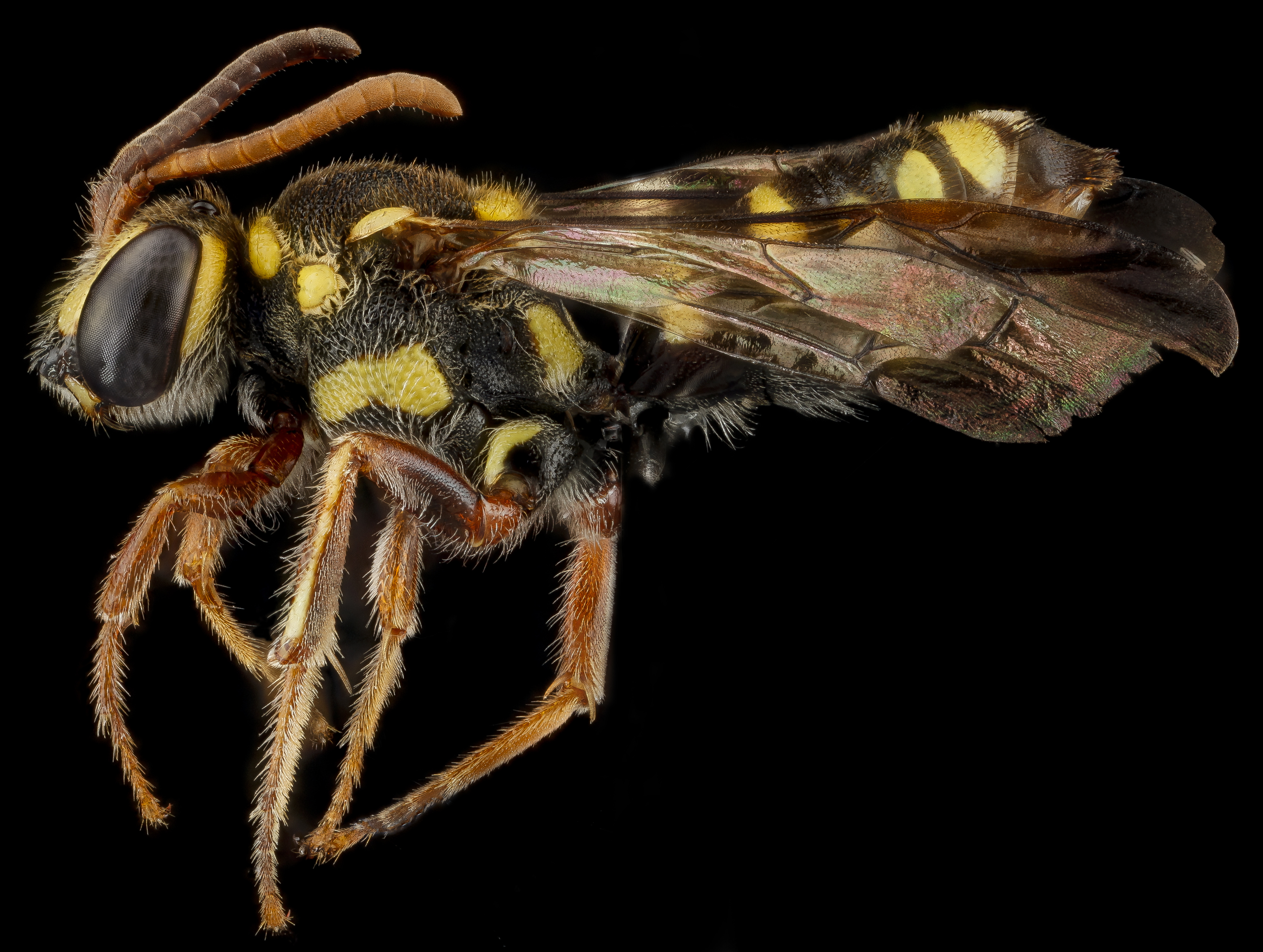
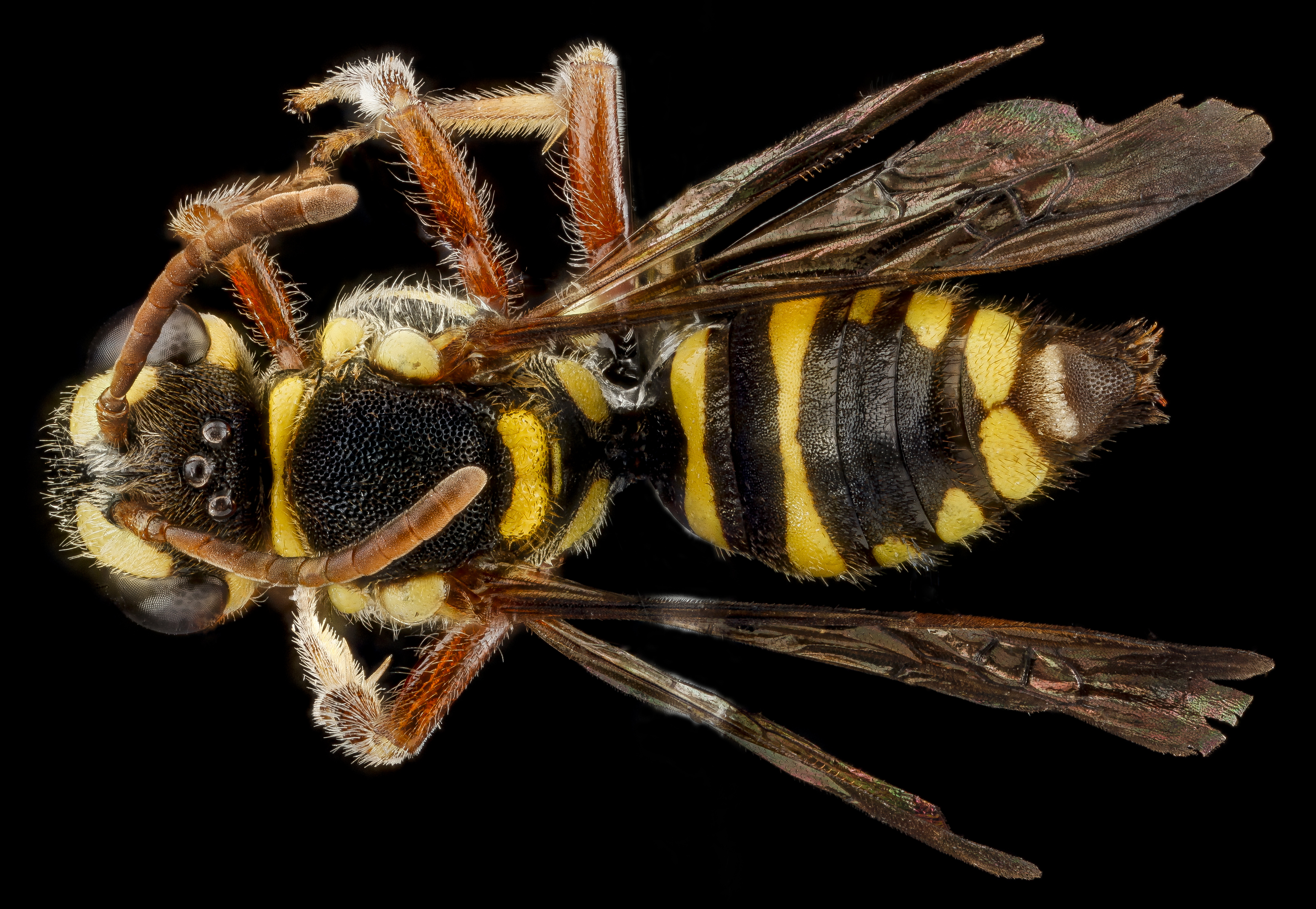
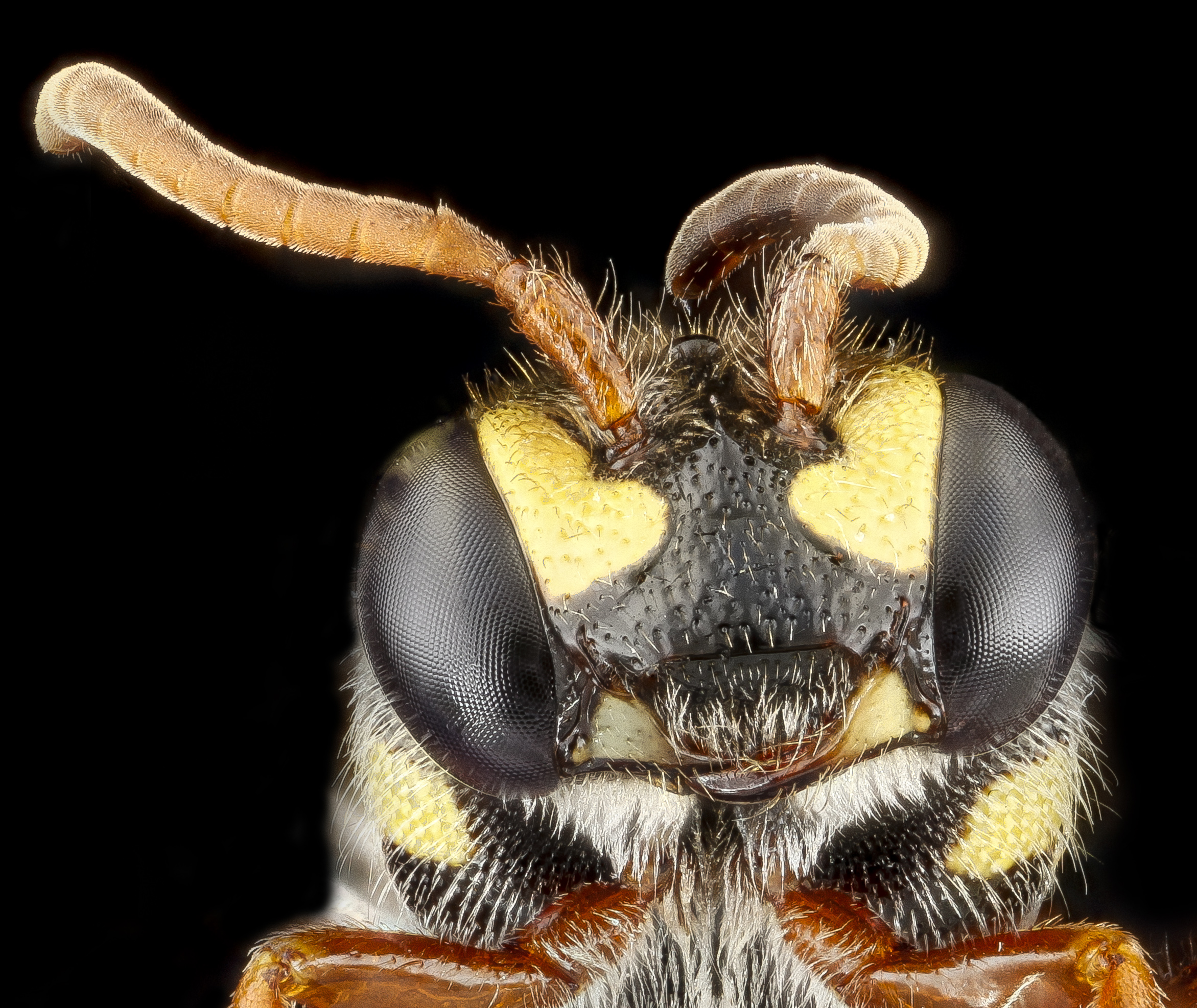